# Dasyhelea szegedensis
Dasyhelea szegedensis är en tvåvingeart som beskrevs av Zilahi-sebess 1940. Dasyhelea szegedensis ingår i släktet Dasyhelea och familjen svidknott.
Artens utbredningsområde är Ungern. Inga underarter finns listade i Catalogue of Life.